# Tuskaloosa

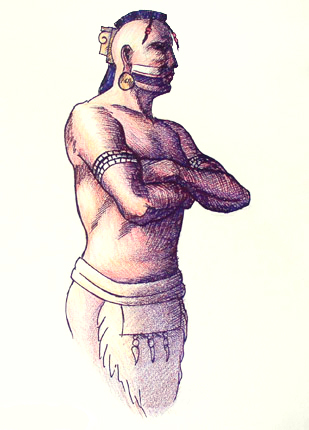
Tuskaloosa

Tuskaloosa (menos comumente escrito como Tuskalusa, Tastaluca, Tuskaluza) (data de nascimento desconhecida, - 1540) foi um chefe supremo de uma chefia do Mississippi no que hoje é o estado americano do Alabama. Seu povo era ancestral das várias confederações nativas americanas do sul (os povos Choctaw e Creek) que mais tarde surgiram na região. A moderna cidade de Tuscaloosa, Alabama, é nomeada em sua homenagem.

## Carreira
Tuskaloosa é notável por liderar a Batalha de Mabila em sua vila fortificada contra o conquistador espanhol Hernando de Soto. Depois de ser feito refém pelos espanhóis enquanto eles passavam por seu território, Tuskaloosa organizou um ataque surpresa contra seus captores em Mabila, mas acabou sendo derrotado.

Registros contemporâneos descrevem o chefe supremo como sendo muito alto e bem construído, com alguns dos cronistas dizendo que Tuaskaloosa era trinta centímetros mais alto que os espanhóis. Seu nome, derivado dos elementos da língua muskogeana ocidental tashka e losa, significa "Guerreiro Negro". 
A aparência de [Tuskaloosa] era cheia de dignidade, ele era alto, musculoso, magro e simétrico. Ele era o suserano de muitos territórios e de numerosas pessoas, sendo igualmente temido por seus vassalos e pelas nações vizinhas.

— Cavalheiro de Elvas – Narrativas da carreira de Hernando de Soto na conquista da Flórida, 1557